# 阿尔巴尼亚交通

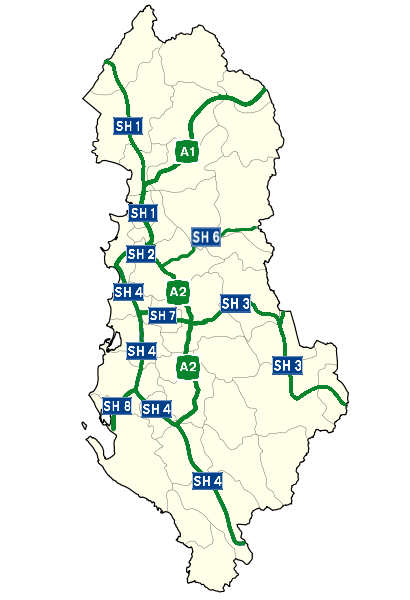
阿爾巴尼亞公路網絡

阿爾巴尼亞的交通運輸涵盖了包括陸運，水運和空運在内的多种运输方式，该国的交通運輸主要在阿爾巴尼亞基礎設施与能源部的監督下進行。該國交通運輸的發展和改善仍然是阿爾巴尼亞政府最重要的優先事項之一。

## 铁路

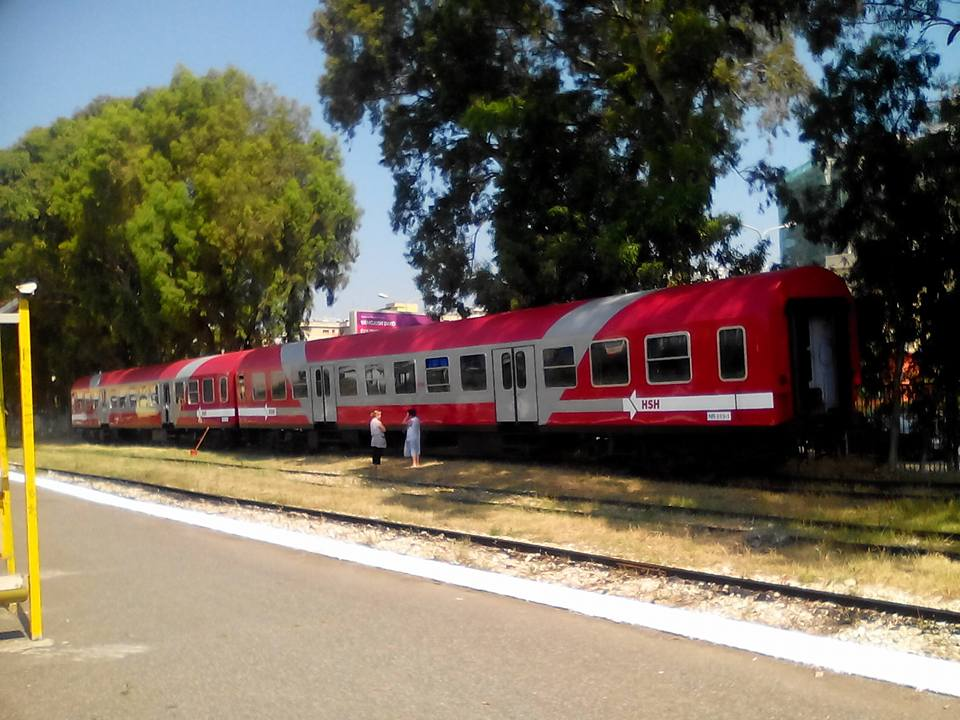
行驶在都拉斯至地拉那铁路上的列车

2006年，该国铁路总长447公里，均为1,435毫米（4英尺8+1⁄2英寸）标准轨。主要有斯库台－沃拉铁路、罗戈日内－爱尔巴桑铁路及都拉斯－地拉那铁路。其中，通往蒙特內哥罗的铁路曾经一度在南斯拉夫内战中遭到破坏，但已经于2003年恢复通车，阿尔巴尼亚政府正在与蒙特內哥罗政府讨论增加国际客运列车的方案。

### 对外连接
- 科索沃：无
- 希腊：无
- 北馬其頓：无
- 蒙特內哥羅：有，只用于货运

## 公路
在古代，罗马共和国经修筑了贯通今阿尔巴尼亚、北马其顿、希腊及土耳其的埃格纳提亚大道。进入近代，意大利独裁者墨索里尼曾经计划扩充阿尔巴尼亚的公路网络，但直到二战结束后，阿尔巴尼亚政府才开始大力修建公路，至1991年，阿尔巴尼亚才开始修筑高速公路。
公路:
- 共计: 18,000 公里
- 已铺设: 5,400 公里
- 未铺设: 12,600 公里(2002)

## 水运
水路:
- 43 公里(2017年)

口岸和港口:
- 都拉斯,薩蘭達,發羅拉

商船:
- 共计: 22 艘船(1,000 GRT 或) 40,878 GRT/62,676 DWT
- 登记在其它国家: 7 (2004年)
- 外国拥有: 丹麦1, 洪都拉斯1, 荷兰1

## 管道
管道:
- 气体339 公里; 石油207 公里(2004)

## 航空
机场: 
11 (2017年)
- 包含一個國際機場

铺设跑道的机场：
- 共计: 3
- 2,438 到3,047 m: 3 (2017年)

未铺设跑道的机场：
- 总计：8
- 超过3047米：1
- 1,524 到2,437 m: 1
- 914 到1,523 m: 2
- 在914 m 之下: 4 (2017年)

直升机场:
- 1 (2017年)

1. ↑  Ministria e Infrastrukturës dhe Energjisë.  (PDF). infrastruktura.gov.al. Tirana.   [2020-08-02]. （原始内容存档 (PDF)于2018-12-20） （英语）.
2. ↑  M. Malja. . 13 February 2003  [31 August 2010]. （原始内容存档于4 September 2014）.
3. ↑   (PDF).   [2015-06-19]. （原始内容 (PDF)存档于2013-05-20）.
4. ↑   (PDF).   [2021-10-18]. （原始内容存档 (PDF)于2016-03-03）.